# Dominion del Ghana
Il Ghana fu un dominion, parte del Commonwealth delle nazioni tra il 6 marzo 1957 e il 1º luglio 1960, prima di diventare la Repubblica del Ghana. Fu il primo Stato dell'Africa occidentale a ottenere l'indipendenza.

## Storia
Il dominio britannico terminò nel 1957, quando il Ghana Independence Act trasformò la colonia della corona britannica della Costa d'Oro in uno Stato indipendente. Il sovrano britannico rimase capo di Stato, e il Ghana divenne quindi un reame del Commonwealth. Il ruolo costituzionale del monarca venne per la gran parte delegato al Governatore generale del Ghana, ovvero Charles Arden-Clarke dal 6 marzo al 24 giugno 1957 e William Hare dal 24 giugno 1957 al 1º luglio 1960.
Un referendum venne tenuto il 27 aprile 1960, e l'88,47% della popolazione votò per trasformare lo Stato in una repubblica. Il 1º luglio 1960 venne abolita la monarchia e dichiarata la repubblica.
Kwame Nkrumah, già primo ministro del Ghana, vinse le successive elezioni presidenziali e divenne il 1º presidente della Repubblica del Ghana.